# Relaciones España-Tanzania
Las Relaciones España-Tanzania son las relaciones internacionales entre estos dos países. Tanzania no tiene embajada en España, pero su embajada en París está acreditada para este país. España tiene una embajada en Dar es Salaam y una consulado honorario en Zanzíbar.

## Relaciones bilaterales
Las relaciones bilaterales con Tanzania son estables y positivas, y desde algún tiempo las prioridades se han centrado en torno a cuatro grandes ejes:
La pesca, ya que la mitad de la flota atunera española —con base en Seychelles— faena en estas aguas con sus correspondientes licencias tanzanas renovadas anualmente.
La seguridad, al formar parte Tanzania y parte del canal de Mozambique del escenario de alto riesgo para actividades de piratería y otras amenazas marítimas. Buques españoles vigilan las aguas tanzanas en el marco de la Operación Atalanta de la Unión Europea y de la Operación Escudo del Océano de la OTAN y recalan con frecuencia en Dar es Salaam, mientras que la Unión Europea trata con sus aliados (Estados Unidos, Japón) de reforzar las capacidades navales y de seguridad de Tanzania en la lucha contra la piratería. Tanzania toma parte desde 2013 en la misión EUCAP-Nestor de la Unión Europea para reforzar las capacidades de seguridad marítima de la región, en la que también participa España.
El turismo, sector en el que España es líder mundial y que ha comenzado a implantarse en este mercado por una doble vía: la inversión de Meliá Hotels International en Zanzíbar y la participación anual privilegiada del sector turístico tanzano —tanto nacional como formando parte de la organización regional EAC— en FITUR y su Foro de Inversiones INVESTOUR.
La energía, para la que existe un vasto mercado y en el que empresas españolas han llevado a cabo proyectos de electrificación rural y participan en la construcción de plantas generadoras (ISOLUX). También existen perspectivas de participación en el desarrollo de los sectores del petróleo y sobre todo del gas. 
Las relaciones comerciales son escasas.

## Cooperación
Tanzania no figura en la clasificación de países prioritarios establecida por el actual Plan Director de la Cooperación Española (2013-2016), por lo que no recibe ayuda oficial al desarrollo vía bilateral.
Desde el punto de vista multilateral, en el año 2014 se aprobó una ayuda de 1,5 M. USD para Tanzania con cargo al Fondo Fiduciario España-PNUD para el cumplimiento de los Objetivos Sostenibles en el período 2014-2016. El proyecto se implementará a través del Fondo de Acción Social de Tanzania (TASAF).
Tanzania también ha recibido algunas aportaciones en el pasado reciente: 6 M€ 2008-2010 para el Programa de NNUU “Delivering as One” y otras aportaciones puntuales como al PMA en 2009 por valor de 2 M€. En el año 2009 se concedió desde el área de Ayuda Alimentaria y de Emergencia una subvención de 2.000.000€ al Programa Mundial de Alimentos para el proyecto “Assistance to Refugees in Camps and Vulnerable Households among the Host Population in North-Western Tanzania”.
España también contribuyó con 6 M€ en tres años (2008-2010) al Programa de Naciones Unidas “Delivering as One”.